# Debye-Scherrermethode

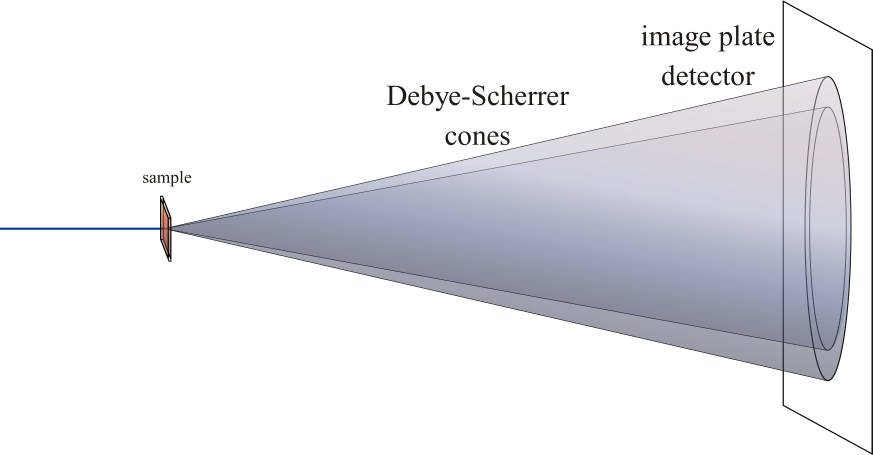
Debye-Scherrerkegels

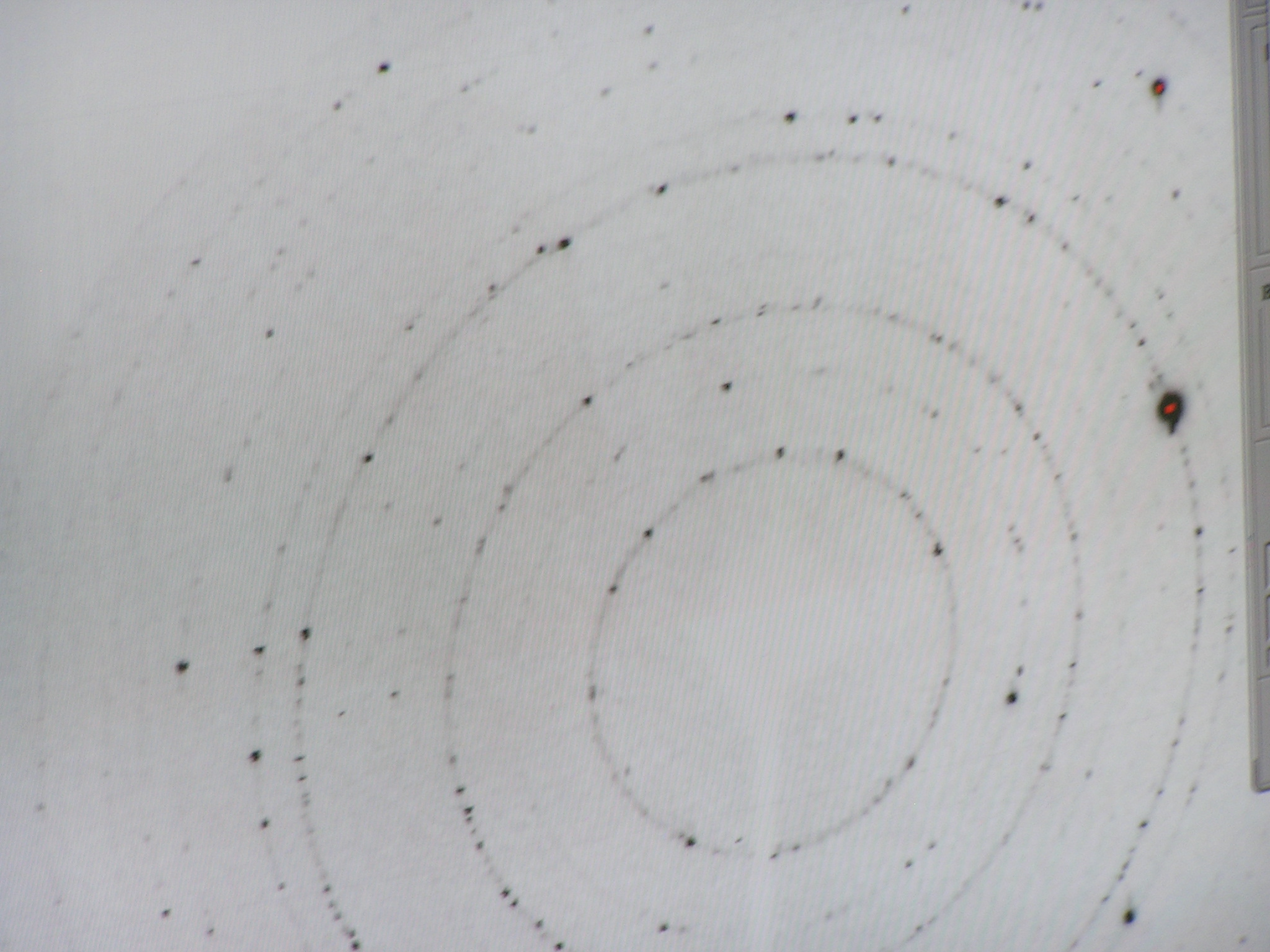
Debye-Scherrerringen op een vlakkeplaatdetector

De Debye-Scherrermethode is een methode van röntgendiffractie in 1916 ontwikkeld door Peter Debye en Paul Scherrer.
De methode laat toe om het diffractiepatroon van kristallijne poeders te onderzoeken.
In tegenstelling tot de Von Laue-methode die oorspronkelijk met het witte spectrum gemaakt werd wordt gestreefd een opname te maken met monochromatische straling, ofwel door de toepassing van filters die de straling qua golflengte zo veel mogelijk inperken door het element-specifieke deel van het spectrum, de karakteristieke straling, ofwel -toen die technologie eenmaal beschikbaar was- door de toepassing van een kristalmonochromator.
Wanneer een monster van een volledig willekeurig georiënteerd kristallijn poeder beschoten wordt met een monochromatische bundel zullen er een aantal kegels van gestrooide straling ontstaan, ieder met een tophoek gelijk aan de strooiingshoek 2θ die bepaald wordt door het kristalrooster van het monster.
Het is mogelijk deze kegels op een vlakkeplaatdetector te laten vallen. Traditioneel was dat een vlakke fotografische plaat, maar de laatste jaren zijn er aantal soorten elektronische detectiesystemen in gebruik geraakt die die vervangen hebben. Die kegels die de plaat bereiken worden daar zichtbaar gemaakt als ringen.
De positie van de ringen en hun intensiteit zijn karakteristiek voor de afmetingen van de eenheidscel van de vaste stof en de inhoud van de cel respectievelijk. In andere woorden iedere vaste stof geeft zijn eigen ringenpatroon.
De detectie hoeft niet op een vlakke plaat te geschieden. Veel van de kegels, vooral die kegels waarvoor 2θ > 90° bereiken nooit de detector als deze vlak is. In een Debye-Scherrercamera is daarom de detector -lees: film- opgerold tot een cilinder die zelfs teruggestrooide straling tot bij de 180° nog opvangt. Helaas is het (nog) niet goed mogelijk gekromde elektronische plaatdetectoren te maken. Bij synchrotrons is men daarom deels weer teruggevallen op de vlakkeplaatdetectie. Een uitzondering hierop worden gevormd door positiegevoelige detectoren van het Geigertype. Die zijn wel in gebogen vorm te verkrijgen.